# CIO (tijdschrift)
CIO is een Amerikaans tijdschrift over technologie en IT dat uitgegeven wordt door het in Boston bevestigde IDG. Het tijdschrift werd opgericht in 1987 en is sinds december 2015 volledig digitaal. De naam verwijst naar de functietitel chief information officer.

## Geschiedenis
CIO werd opgericht in 1987 in Framingham (Massachusetts) als een maandelijks tijdschrift, in een tijd dat de CIO-titel relatief nieuw en onbekend was in het Amerikaanse bedrijfsleven. CIO staat ook bekend om zijn CIO-100 Annual Awards, voor degenen "die zich hebben onderscheiden door het effectieve en innovatieve gebruik" van informatietechnologie.
De onderwerpen die in CIO aan bod komen zijn industrietrends, technische onderwerpen en bedrijven die hardware, software en services leveren.
In 1996 werd de website "CIO.com" gelanceerd als aanvulling op het tijdschrift.
Op 29 oktober 2015 kondigde hoofdredacteur Maryfran Johnson aan dat het gedrukte tijdschrift niet langer gepubliceerd werd.